# Киншаса (провинция)

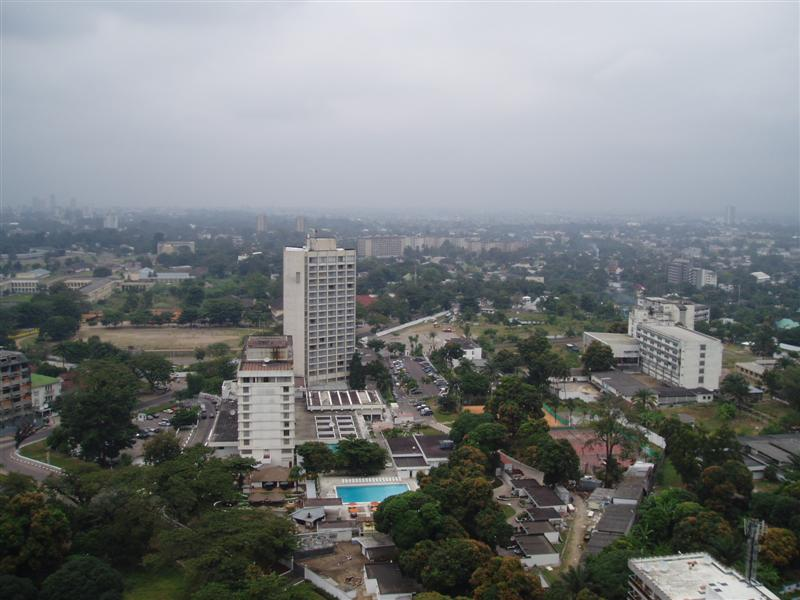
Город Киншаса

Кинша́са (фр. Kinshasa) — провинция Демократической Республики Конго, расположенная на западе страны.
Административный центр — город Киншаса. Провинция расположена на берегу реки Конго.
Население провинции — 8 951 248 человек (2005).

## Административное деление
Провинция Киншаса делится на 4 района и 24 коммуны :
| Район Фуна (Funa) - Бандалунгва (Bandalungwa) - Бумбу (Bumbu) - Каламу (Kalamu) - Каса-Вубу (Kasa-Vubu) - Макала (Makala) - Нгири-Нгири (Ngiri-Ngiri) - Селембао (Selembao) | Район Лукунга (Lukunga) - Барумбу (Barumbu) - Гомбе (Gombe) - Киншаса (Kinshasa) - Кинтамбо (Kintambo) - Лингвала (Lingwala) - Нгалиема (Ngaliema) |
| Район Монт-Амба (Mont-Amba) - Кисенсо (Kisenso) - Лемба (Lemba) - Лимете (Limete) - Матете (Matete) - Нгамба (Ngaba) - Монт-Нгафула (Mont-Ngafula)                          | Район Чангу (Tshangu) - Кимбансеке (Kimbanseke) - Малуку (Maluku) - Масина (Masina) - Нджили (Ndjili) - Нселе (Nsele)                              |